# منتخب سلوفينيا لكرة القاعدة
منتخب سلوفينيا لكرة القاعدة هو ممثل سلوفينيا الرسمي في المنافسات الدولية في كرة القاعدة
.